# Vicia bifoliolata
Vicia bifoliolata — вид квіткових рослин з родини бобових (Fabaceae). Ареал охоплює такі країни: Іспанія (Балеарські острови).

## Середовище
Висота проживання: 0–100 метрів. Ця однорічна рослина зустрічається в прибережних чагарниках, переважно разом з Cistus monspeliensis, на східному узбережжі Менорки на кремнієвих ґрунтах. Вона також може рости в галофільних луках на частково затоплених піщаних ґрунтах на відкритих ділянках разом з Juncus acutus. Основними загрозами для цього виду є природні пожежі та зміни у землекористуванні, витоптування та збір. Також повідомлялося про шторми, циклони та інші природні процеси.